# Kamienica przy ul. Żeglarskiej 13 w Toruniu
Kamienica przy ul. Żeglarskiej 13 w Toruniu – kamienica gotycka znajdująca się w najstarszej części Starego Miasta w Toruniu.
Kamienica pochodzi z ok. 1400 roku. Podczas jej budowy wykorzystano elementy pochodzące ze starego domu, wybudowanego ok. 1300 roku. Pierwotnie budynek pełnił funkcję mieszkalno-magazynowe. Na parterze mieścił się wysoki sień, pomieszczenia mieszkalne na niższych piętrach, magazynowe na wyższych. W XVII wieku kamienicę przebudowano. Pojawiły się kamienne przedziały okienne, wzorowane na tych, które pojawiły się w czasie przebudowy Ratusza Staromiejskiego w 1603 roku. Na przełomie XIX i XX wieku budynek przekształcono w wielomieszkaniową kamienicę czynszową. Usunięto z niej szczyt frontowy i tylny, fasadę pokryto tynkiem, wnętrze podzielono ścianami działowymi. Podczas remontu w latach 1992–1994 kamienica otrzymała szklany szczyt, zgodnie z ówczesnymi trendami w architekturze. W 1994 roku kamienica otrzymała tytuł Obiekt Roku w kategorii rewaloryzacja i adaptacja budynków zabytkowych. Obecnie w budynku mieści się siedziba Powszechnego Zakładu Ubezpieczeń.
Zachowała się prawie w całości forma fasady w dolnych kondygnacjach kamienicy. Podczas remontu w latach 90. odbudowano szczyty, co pozwoliło na przywrócenie pierwotnej średniowiecznej kubatury budynku. Przetrwał typowy ówczesny układ z wielką sienią, z pozostałościami po polichromii z XIV i XVII wieku. Zachowały się także: nowożytne stropy, boczne izdebki, kominki, średniowieczne wnęki umywalkowe.
Kamienica figuruje w gminnej ewidencji zabytków (nr 345).